# Xã Elkrun, Quận Columbiana, Ohio
Xã Elkrun (tiếng Anh: Elkrun Township) là một xã thuộc quận Columbiana, tiểu bang Ohio, Hoa Kỳ. Năm 2010, dân số của xã này là 4.687 người.